# Holmgrens Bil AB
Holmgrens Bil AB er et svensk bilfirma grundlagt af Sonny Holmgren i 1960. Ved årsskiftet 2006/2007 overdragede Sonny det operative ansvar for firmaet til sin søn Benny Holmgren, som i øjeblikket er direktør for firmaet.
Firmaet startede i Jönköping og findes nu i yderligere 8 byer i Småland: Gislaved, Ljungby, Nässjö, Vetlanda, Värnamo, Vimmerby, Växjo og Västervik.
I 2005 indvigedes Sveriges første og største[kilde mangler] bilvarehus i Jönköping.
Firmaet markedsfører 9 forskellige bilmærker: Chevrolet, Mini, BMW, Lexus, Hyundai, Opel, Peugeot, Saab og Toyota. Fra 2005 til 2008 markedsførtes også Cadillac og Corvette, men fjernede herefter disse fra sortimentet pga. et miljøtilfælde jf. en pressemeddelelse fra foråret 2008.
Sammen med Ikano Bank startede de i 2007 nybil.se, et internetsalg af nummerplader via internettet. Denne side blev dog nedlagt i vinteren 2008.
Firmaet har over 400 ansatte[kilde mangler] og omsætter ca. 1,4 milliader kroner om året[kilde mangler]. I 2007 stod de for 50% af bilsalget i Jönköping[kilde mangler].